# Quantum and Woody
Quantum & Woody es un cómic de superhéroes creado por el guionista y escritor Christopher Priest y el ilustrador Mark Bright. Fue publicado por Valiant Comics entre junio de 1997 y enero de 2000. En 2013 se inició la publicación del segundo volumen, reinventando la serie.

## Historia de publicación
El editor de Valiant Comics en aquella época y cocreador de Deadpool, Fabian Nicieza, quiso que Christopher Priest se encargara del proyecto de creación de estos dos personajes pues buscaba un cómic de equipo similar a la serie Heroes for Hire protagonizada por Power Man y Iron Fist, con la que Priest había trabajado. Priest aceptaría la propuesta pero solo si Mark Bright, también dibujante de Heroes for Hire, le acompañaba. 
La inspiración para dibujar al dúo superheroico viene de los personajes que Woody Harrelson y Wesley Snipes interpretaron en la película White Men Can't Jump. No sería hasta 1997, tres años después de que la desarrolladora Acclaim Entertainment comprara los derechos de Valiant Comics, que Quantum & Woody verían la luz. En el año 2013, Valiant Entertainment comenzaría a publicar una versión reinventada de los personajes de mano del cómico y humorista James Asmus, el dibujante Tom Fowler y la colorista Jordie Bellaire.

### Volumen 1
El primer volumen de Quantum & Woody fue publicado por la compañía Acclaim Comics durante 17 números, comenzando en junio de 1997 y terminando en octubre de 1998. Eventualmente, la serie regresaría más adelante para 5 números que serían lanzados entre septiembre de 1999 y enero del 2000.

### Volumen 2
El 21 de marzo de 2013, gracias al éxito que cosechó el relanzamiento de otras series como X-O Manowar o Harbinger el año anterior, Valiant Entertainment publicó un pequeño teaser anunciando el regreso de Quantum & Woody (tras 15 años varados en el limbo editorial de la compañía) mediante una pequeña imagen que decía "La mejor compañía de cómics del mundo presenta... el peor supergrupo del mundo".
Una semana después se anunció la publicación de una nueva serie regular escrita por James Asmus y dibujada por Tom Fowler, con fecha de salida para verano del mismo año. Ambos personajes fueron reimaginados por completo y la editorial confirmó que no seguirían con la continuidad de los cómics de los '90.
En octubre Valiant anunció que el equipo creativo original, formado por Christopher Priest y Mark Bright, regresaría para escribir cinco nuevos números a modo de arco argumental autoconclusivo, disponible en tiendas a partir de 2014. Estaría protagonizado por los Quantum & Woody de 1997 y la historia se desarrollaría 20 años después del último número publicado en el 2000.

## Biografía ficticia de los personajes

### Primer arco (julio-octubre de 2013)
Eric Henderson y Woodrow Van Chelton (los nombres reales de los personajes) son hermanos adoptivos. Después de muchos años separados vuelven a reencontrarse como consecuencia de la misteriosa muerte de su padre. Ambos se proponen encontrar al asesino que mató a su progenitor y es entonces, en el trascurso de la investigación, cuando accidentalmente obtienen sus superpoderes.
Militar regio, serio y tenaz, el afroamericano Eric Henderson siempre se esforzó por llevar una vida disciplinada en el instituto, el ejército y su carrera profesional. Por el contrario, su gamberro e irresponsable hermanastro, Woody, nunca tuvo nada parecido a una vida como aquella. Vivía en las calles, dormía donde podía y robaba tarjetas de crédito para poder sobrevivir. Después de que su padre adoptivo, Derek Henderson, fuese asesinado mientras desarrollaba un proyecto secreto para su laboratorio los hermanos se reúnen de nuevo para asistir al funeral. En cuanto ambos cruzan sus miradas por primera vez en muchos años inmediatamente surgen las chispas y se pelean.
No obstante, inquietos, intrigados por el asesinato y determinados a llevar ante la justicia al verdadero autor del crimen, Eric y Woody deciden investigar el caso cada uno por su lado, a pesar de que ninguno tiene las dotes necesarias para ello. Siguiendo las pocas pistas que tenían la pareja acaba llegando al mismo lugar, el laboratorio de su padre, donde accidentalmente activan un misterioso reactor que les sumerge en una extraña nube de energía, causando una explosión que destroza el edificio por completo. Cuando se despiertan ambos descubren que seguían con vida y que habían adquirido la habilidad de disparar rayos de energía y generar escudos. Sin embargo, como un efecto secundario de su “transformación”, también averiguan que tienen unos pequeños brazaletes en su muñeca que deben juntar cada 24 horas, si no, los dos se disolverían en átomos y morirían.
Haciendo uso de sus aún inestables poderes de energía, Eric & Woody logran escapar de la policía que se encontraba en el lugar del incidente, solo para descubrir que una organización radical llamada el P.I.E. había estado detrás del trabajo de investigación de su padre. Woody trata de convencer a su hermano de que podrían encontrar más información sobre los secretos científicos de Derek si ambos se enfundaban en mallas de superhéroes (gracias al material robado de la empresa de seguridad para la que trabajaba Eric). Así nace el peor supergrupo del mundo.
Ahora conocidos como Quantum & Woody, el dúo superheroico consigue infiltrarse en una reunión del P.I.E. en Washington D. C., ciudad en la que se crio Woody cuando todavía vagaba por las calles. Tras un primer enfrentamiento contra dos reclutas armados, Quantum halla la base de la organización criminal, siguiendo el rastro de un GPS que había logrado poner a uno de ellos. Descubre que se ocultaban en una isla secreta que albergaba a un grupo de científicos malvados, robots de la década de los 80 y soldados modificados genéticamente.
La decrépita matriarca del P.I.E., una genetista solo conocida con el nombre de Crone y que había estado prolongando su vida durante décadas a base de cosechar partes humanas de cuerpos de sus propios clones, comienza a hacer experimentos con Woody en un intento de averiguar el secreto de sus poderes. Al final, después de que Eric localizase a su hermano y lo liberase, ambos se enfrentaran al ejército de Crone y, accidentalmente, hacen volar la isla por los aires. Sin saber muy bien cómo, afortunadamente, salen con vida de la catástrofe junto con una misteriosa cabra con superpoderes y un clon adolescente llamada "69".
Finalmente, y cayendo en la cuenta de que las bandas de sus muñecas no les dejan ninguna otra opción sino permanecer en contacto permanente, ambos deciden continuar juntos y mudarse al apartamento de dos habitaciones de Woody.

### Segundo Arco (noviembre–febrero 2013/2014)
Una temporada más tarde el jefe de la compañía de seguridad para la que trabajaba Eric, el señor Terrence Magnum, descubre la identidad superheroica de este. Decide chantajearle para que realice un pequeño trabajo por él que consiste en una misión suicida al más puro estilo James Bond para desestabilizar una peligrosa milicia blanca antigubernamental supervivencialista.
Sin embargo, no todo será coser y cantar, pues los hermanos necesitan unir sus muñecas una vez cada 24 horas para seguir con vida, por lo que Woody tendrá que acompañar a Eric en su gloriosa peripecia sí o sí. Durante la aventura también tendrán que contar con la compañía de sus inseparables nuevos camaradas, 69 y la cabra.
Además, desde el incidente de Washington y su enfrentamiento contra Crone, Quantum & Woody se dan cuenta de que el número de robo crímenes ha aumentado notablemente en el país, algo que podría indicar el regreso inminente del P.I.E.

## Personajes recurrentes

### La Cabra
Los hermanos Henderson todavía no se han dado cuenta, pero este peculiar animal (a quien Woody ha bautizado como Vincent Van Goat -el nombre original de los cómics de los '90) tiene un pasado en común con su padre que se remonta muchos años atrás, cuando todavía el joven Derek Henderson trabajaba como asistente de científico para el llamativo Doctor Platzhalter, antes de que obtuviese su propio laboratorio. El trabajo que estaba desarrollando el señor Platzhalter iba dirigido a la invención de un pequeño aparato capaz de ayudar a cualquier paciente y restaurar todos sus patrones de pensamiento, en pocas palabras, una posible cura para el Alzheimer o la llave para una Inteligencia Artificial. Durante una demostración para los representantes del P.I.E. tuvo lugar un terrible accidente en la transferencia de una copia de la mente de Derek al cerebro de la cabra. Sin saber muy bien qué es lo que acababa de pasar, el P.I.E. robó a la cabra y empleó los siguientes años en tratar de mejorar al animal en cualquier aspecto científico posible. Con el paso del tiempo los experimentos cambiaron a Vincent por completo, tanto psicológica como genéticamente, hasta el punto de dotarla con habilidades increíbles como visión calorífica, vuelo (limitado) y superfuerza.
Varios años después, cuando Quantum & Woody asaltaron la base del P.I.E, la cabra, reconociendo a los héroes como sus propios “hijos”, fue a su rescate para intentar ayudarles utilizando sus devastadores poderes causando un caos inmenso a lo largo y ancho del cuartel enemigo. Al final, ella misma, inició la secuencia de autodestrucción de la isla y cuando Eric y su hermano la encontraron se la llevaron a vivir con ellos al piso de Woody en Washington D. C.
Después de intentar en repetidas ocasiones hacerles entender a sus dueños que él es su padre la cabra continúa ayudándoles a ambos en sus misiones descabelladas como uno de los miembros más poderosos del "peor supergrupo del mundo".

## Versión Original
Eric Henderson es un oficial táctico condecorado de la Armada de los Estados Unidos. Woodrow Van Chelton es un idiota mentecato que siempre va a cuestas con su guitarra. Su idea de detective consiste en lanzar a tíos sospechosos por la ventana. Ambos son amigos de la infancia que perdieron el contacto en su adolescencia. Ahora unidos de nuevo después de que sus padres perdiesen la vida en un accidente de helicóptero deciden comenzar a investigar sus sospechosas muertes. Es entonces cuando se convierten en víctimas de un accidente industrial que convierte sus cuerpos en energía pura. El metal de sus brazaletes necesita ser acoplado al otro cada 24 horas para poder sobrevivir y mantener unida la energía de su matriz, de otra forma sus átomos se separarán y sus cuerpos se desvanecerán. Eric adopta el nombre en clave de Quantum para utilizarlo como alias mientras investiga el asesinato de su padre. Woodrow cree que utilizar nombres clave es demasiado estúpido por lo que prefiere que la gente le llame Woody, sin más.

## Publicación Digital
En octubre de 2012 Valiant anunció que publicaría en internet todos los números de Quantum & Woody que saliesen a partir de entonces con cierta anterioridad a través del distribuidor digital comiXology. La primera mitad del primer arco llegaría el 24 de octubre de 2012 y la segunda una semana más tarde. 

## Premios
En 2014 la serie estuvo preseleccionada para los Premios Excelsior por el número 1 de Quantum & Woody ‘Los peores del mundo’ y recibió numerosas nominaciones a los Premio Harvey, entre ellos el de Mejor Escritor a James Asmus, Mejor Nueva Serie, Nuevo talento más prometedor (también a Asmus) y el premio especial al Humor en cómics, entre otros. 